# Max Crocombe
Maxime Teremoana Crocombe (ur. 12 sierpnia 1993 w Auckland) – nowozelandzki piłkarz grający na pozycji bramkarza w klubie Burton Albion oraz reprezentacji Nowej Zelandii.

## Kariera
Crocombe prawie całą swoja karierę spędziłw klubach z niskich lig angielskich. Występował w Salford City, z którym wygrał Conference North oraz awansował do National League po play-offach. Grał także m.in. w Oxford United, Carlisle United czy Grimsby Town. W 2019 wyjechał do Australii i bronił barw Brisbane Roar FC oraz Melbourne Victory FC. Po dwóch latach powrócił do Anglii. Od 2024 występuje w Burton Albion.
W reprezentacji Nowej Zelandii zadebiutował 24 marca w meczu z Kanadą. Został powołany na Puchar Narodów Oceanii 2016. Zdobył tam złoty medal, lecz nie zagrał ani minuty. Znalazł się także w kadrze na Puchar Narodów Oceanii 2024. Ponownie wygrał z drużyną cały turniej, a sam Crocombe zdobył tytuł Złotych Rękawic dla najlepszego bramkarza turnieju.